# Ридзино
Ридзино (пол. Rydzyno) — село в Польщі, у гміні Слупно Плоцького повіту Мазовецького воєводства.
Населення — 192 особи (2011).
У 1975-1998 роках село належало до Плоцького воєводства.

## Демографія
Демографічна структура станом на 31 березня 2011 року:
|          | Загалом | Допрацездатний вік | Працездатний вік | Постпрацездатний вік |
| -------- | ------- | ------------------ | ---------------- | -------------------- |
| Чоловіки | 101     | 23                 | 69               | 9                    |
| Жінки    | 91      | 15                 | 61               | 15                   |
| Разом    | 192     | 38                 | 130              | 24                   |